# 保昌楼
保昌楼，位于中国甘肃省陇西县，为一个省级文物保护单位，类型为古建筑。
保昌楼的历史年代为清代。